# Kuro no tantei
Kuro no tantei (黒の探偵?), sottotitolato Black Detective è un manga scritto da Yen Hioka dal 12 febbraio 2013 al 10 luglio 2015, pubblicato da Square Enix sulla rivista Monthly Shōnen Gangan e poi raccolto in sette volumi tankōbon.   

## Personaggi
- Kuroba You: è un ragazzo detective sadico. È alla ricerca di un criminale, "Doppelganger", che adora tagliare le teste alle sue vittime.
- Toiro Arata: è un ragazzo liceale attivo nel club di volontariato, un giorno incontra il detective Kuroba You che lo recluta immediatamente come assistente. A causa della sua natura innocente e del fatto di essere facilmente vittima di bullismo, il ragazzo segue gli ordini del suo compagno, diventando il detective "Bianco".
- Mikanagi Nene: è una ragazza delle media e innamorata del detective Kuroba e segue ogni sua mossa di nascosto.

## Pubblicazione
La serie è stata pubblicata sulla rivista Monthly Shōnen Gangan di Square Enix dal 12 febbraio 2013 al luglio 2015. In Nord America il manga è stato distribuito digitalmente da Yen Press dal 29 dicembre 2015 al 21 dicembre 2016.